# Rumana Ahmed (Cricketspielerin)
Rumana Ahmed (bengalisch রুমানা আহমেদ; * 29. Mai 1991 in Khulna, Bangladesch) ist eine bangladeschische Cricketspielerin, ⁣⁣ die seit 2011 für die bangladeschische Nationalmannschaft spielt und zwischen 2017 und 2021 ihre Kapitänen im WODI-Cricket war.

## Aktive Karriere
Sie nahm für Bangladesch an den Asienspielen 2010 teil. Ihr Debüt im WODI-Cricket erfolgte im November 2011 beim Women’s Cricket World Cup Qualifier 2011 teil, wobei sie als Spielerin des Spiels ausgezeichnet wurde. Bei einem Drei-Nationen-Turnier in Irland im August 2011 folgte dann ihr WTwenty20-Debüt. Kurz darauf erzielte sie gegen Südafrika in den WODIs 3 Wickets für 10 Runs. Im April 2013 reiste sie mit dem Team nach Indien und erzielte dort ihr erstes WODI-Fifty über 75 Runs. Auch gelangen ihr im dritten WODI 4 Wickets für 20 Runs. Beim ICC Women’s World Twenty20 2014 nahm sie erstmals an einer Weltmeisterschaft teil und erreichte dort unter anderem gegen Sri Lanka 41 Runs und wurde dafür als Spielerin des Spiels ausgezeichnet. Im Oktober 2015 gelangen ihr ein Half-Century über 70 Runs in der WODI-Serie in Pakistan. Beim ICC Women’s World Twenty20 2016 war ihre beste Leistung 19 Runs gegen England. In der WODI-Serie in Irland im September 2016 gelangen ihr 3 Wickets für 20 Runs, wobei ihre Wickets als Hattrick erzielt wurden, wofür sie als Spielerin des Spiels ausgezeichnet wurde. Im Januar 2017 folgte eine Tour gegen Südafrika bei der ihr 68 Runs gelangen. Auch fungierte sie seitdem als Kapitänin des WODI-Teams. Beim darauf folgenden Women’s Cricket World Cup Qualifier 2017 erreichte sie gegen Pakistan 3 Wickets für 40 Runs.
Im Mai 2018 erzielte sie in Südafrika ein weiteres WODI-Fifty über 74 Runs. Beim kurz darauf stattfindenden Women’s Twenty20 Asia Cup 2018 gelangen ihr gegen Indien (3/21) und Malaysia (3/8) jeweils 3 Wickets. Mit der Leistung gegen Indien wurde sie beim ersten Sieg Bangladeschs über diese als Spielerin des Spiels ausgezeichnet. Beim ICC Women’s World Twenty20 2018 Qualifier der kurze Zeit später stattfand, konnte sie gegen den Gastgeber die Niederlande 3 Wickets für 2 Runs beisteuern. Beim ICC Women’s World Twenty20 2018 selbst war ihre beste Leistung 2 Wickets für 16 Runs gegen die West Indies. Im Oktober 2019 erreichte sie in Pakistan ein Fifty über 50 Runs in der WTwenty20-Serie und 3 Wickets für 35 Runs in den WODIs. Vor dem Women’s Cricket World Cup Qualifier 2021 wurde sie als Kapitänin durch Nigar Sultana ersetzt. Beim Turnier selbst gelangen ihr ein Fifty über 50* Runs, wofür sie als Spielerin des Spiels ausgezeichnet wurde, bevor das Turnier abgebrochen wurde. Im Finale des ICC Women’s T20 World Cup Qualifier 2022 erzielte sie gegen Irland 3 Wickets für 24 Runs. Beim darauf folgenden Women’s Twenty20 Asia Cup 2022 erreichte sie 3 Wickets für 9 Runs gegen Thailand und 3 Wickets für 27 Runs gegen Indien. In den beiden Spielen, die sie beim ICC Women’s T20 World Cup 2023 bestritt, konnte sie nicht herausstechen.